# Holland Car Naomi
Der Holland Car Naomi war ein PKW-Modell des äthiopischen Automobilherstellers Holland Car. Es ist ein Kleinwagen. Es wurde von 2011 bis 2013 verkauft. Der Wendekreis beträgt zehn Meter. Das Fahrzeug hat fünf Sitzplätze und einen Gesamttankinhalt von 35 Litern. Die maximale Höchstgeschwindigkeit beträgt 130 km/h.